# SIAM SHADE VIII B-side Collection
『SIAM SHADE VIII B-side Collection』（シャムシェイド エイト ビーサイド コレクション）は、SIAM SHADEのベスト・アルバム。2002年1月30日発売。

## 概要
SIAM SHADEとして初のベスト・アルバム。今作はカップリングを中心に収録されており、後にシングルコレクションとなる『SIAM SHADE IX A-side Collection』が発売された。
シングルのカップリング曲を中心に、オリジナルアルバム未収録の4thシングル「RISK」を収録。ただし全てのカップリング曲が収録されているわけではなく、すでにオリジナルアルバムに収録されていた「SHAKE ME DOWN」（1stシングル「RAIN」のカップリング）、「Heaven」（11thシングル「BLACK」のカップリング）、「Allergy」（12thシングル「1999」のカップリング）、そして「PRIDE」のライブ音源（10thシングル「曇りのち晴れ」のカップリング）は未収録となった。
全曲リマスタリングされている。エンジニアは小泉由香。累計売上枚数は、約2.1万枚。

## 収録曲
1. PRAYER[2]
2ndシングル「TIME'S」カップリング。
2. I Believe[2]
3rdシングル「Why not?」カップリング。
3. Makin' Your Life[2]
5thシングル「PASSION」カップリング。
4. D.D.D.
6thシングル「1/3の純情な感情」カップリング。
5. ブランコ
7thシングル「グレイシャルLOVE」カップリング。
6. D.Z.I.[2]
8thシングル「Dreams」カップリング。
7. Crime
9thシングル「NEVER END」カップリング。
8. Young, Younger, Youngest
13thシングル「せつなさよりも遠くへ」カップリング。
9. Happy?
13thシングル「せつなさよりも遠くへ」カップリング。
10. BLUE FANG
14thシングル「Life」カップリング。
11. 時代だとか流行だとかよく解んねぇけど要はカッコ良けりゃそれでいいんじゃねぇの
14thシングル「Life」カップリング。
12. JUMPING JUNKIE
14thシングル「Life」カップリング。
13. GET OUT
15thシングル「アドレナリン」カップリング。
14. Over the rainbow[2]
16thシングル「LOVE」カップリング。
15. RISK[2]
4thシングル。